# Przygoda z piosenką
Przygoda z piosenką – polski film komediowo-muzyczny z 1968 roku w reżyserii Stanisława Barei, na podstawie operetki Miss Polonia Jerzego Jurandota i Marka Sarta. W kilku scenach baletowych wystąpili w nim Krystyna Mazurówna i Gerard Wilk.

## Fabuła
Mariola, laureatka nagrody publiczności na festiwalu piosenki w Opolu, chce zrobić karierę w Paryżu. Za namową swojego impresaria - obiecującego jej wielką sławę i pieniądze - wyjeżdża z kraju, pozostawiając zakochanego w niej kompozytora Piotra. Na miejscu okazuje się, że impresario to hochsztapler, który załatwił jej jedynie krótki występ w rewii. Dziewczyna musi podjąć trudną decyzję - wracać do Polski, czy starać się o poważny kontrakt. Niebawem do Paryża przyjeżdża Piotr, który otrzymał zagraniczne stypendium. Mariola postanawia ukryć przed nim swoją trudną sytuację materialną. Nie chcąc przyznać się do porażki, okłamuje go i opowiada mu zmyślone historie o swojej spektakularnej karierze i przyjaźni z wielką gwiazdą, Suzanne Blanche. Dopiero przypadek sprawia, że kompozytor poznaje prawdę o problemach swojej ukochanej. Mimo nieporozumień i sprzecznych interesów, uczucie łączące parę nie gaśnie i zakochani podejmują decyzję o powrocie do Polski.

## Obsada
- Bohdan Łazuka – Piotr
- Zdzisław Maklakiewicz – Drybek
- Pola Raksa – Mariola Brońska
- Barbara Krafftówna – madame Michaud, właścicielka pensjonatu
- Czesław Wołłejko – impresario Cox
- Urszula Modrzyńska – dziewczyna Coxa
- Irena Szewczyk – dziewczyna Coxa
- Ryszard Nawrocki – kompozytor Waldemar
- Irena Santor – Suzanne Blanche vel Zuzanna Białko
- Maciej Grzybowski – Michel
- Gerard Wilk – tancerz